# Homo olteniensis

Homo olteniensis (Australoanthropus olteniensis) este o fosilă umană (mai precis un craniu) veche de 2 milioane de ani, descoperită la Bugiulești, județul Vâlcea, de Constantin S. Nicolaescu-Plopșor. 

## Descriere
Craniul este expus într-o sală ce îi este destinată în Muzeul Olteniei din Craiova, muzeu reorganizat de Plopșor, care în anul 1934, după specializarea la Institutul Antropologic din Paris, s-a întors în Oltenia și a început investigații arheologice pe valea Desnățuiului.
Fosila a fost descoperită în 1962, și antropologul Dardu Nicolăescu-Plopșor a botezat-o Australanthropus olteniensis (omul sudic din Oltenia), considerându-l o varietate a lui Homo habilis, cu capacitate craniană de circa 700 cm cubi. A considerat că Omul de Oltenia avea statură bipedă, producea unelte și vâna prin hăituire în mlaștinile Lacului Getic. 

## Prezentare, expunere
Aceste oase au fost prezentate la sesiunea științifică a Centrului de științe sociale din Craiova, la 21 februarie 1981, și la conferința de presă, din 13 martie 1981, cu tema Descoperirea primului hominid din Europa, Australanthropus olteniensis, cum a fost numit, din rațiuni geografice, respectând criteriile internaționale de nomenclatură științifică.
Pe plan internațional au existat suspiciuni că numele ar fi fost dat de specialiștii în propagandă ai regimului comunist, pentru că Nicolae Ceaușescu era născut în Oltenia.

În 1998, Poșta Română a emis o Carte poștală, cu o ilustrație cu legenda din antet Oamenii-maimuță de pe Valea lui Grăunceanu. (reconstituire) și cu legenda de sub imagine Australanthropus olteniensis -  cel mai vechi hominid din Europa (Bugiulești-Tetoiu, județul Vâlcea). Pe cartea poștală este tipărit un timbru de 450 lei, reprezentând tot o reconstituire ipotetică a lui Australanthropus olteniensis. Pe cartea poștală este aplicată o ștampilă cu textul Oamenii-maimuță - Australanthropus olteniensis - 04.08.99 iar în centru cu o imagine care reia imaginea timbrului, peste care scrie 0939 TETOIU Jud Vîlcea.